# Municipio de Miami (condado de Hamilton)
El municipio de Miami (en inglés: Miami Township) es un municipio ubicado en el condado de Hamilton en el estado estadounidense de Ohio. En el año 2010 tenía una población de 15757 habitantes y una densidad poblacional de 257,49 personas por km².

## Geografía
El municipio de Miami se encuentra ubicado en las coordenadas 39°9′54″N 84°44′24″O / 39.16500, -84.74000. Según la Oficina del Censo de los Estados Unidos, el municipio tiene una superficie total de 61.19 km², de la cual 58.62 km² corresponden a tierra firme y (4.2%) 2.57 km² es agua.

## Demografía
Según el censo de 2010, había 15757 personas residiendo en el municipio de Miami. La densidad de población era de 257,49 hab./km². De los 15757 habitantes, el municipio de Miami estaba compuesto por el 97.3% blancos, el 0.81% eran afroamericanos, el 0.18% eran amerindios, el 0.41% eran asiáticos, el 0.01% eran isleños del Pacífico, el 0.16% eran de otras razas y el 1.13% pertenecían a dos o más razas. Del total de la población el 0.78% eran hispanos o latinos de cualquier raza.